# История изучения динозавров
История изучения динозавров — последовательность событий, связанных с открытием и изучением динозавров.

## Первые сведения об ископаемых остатках динозавров

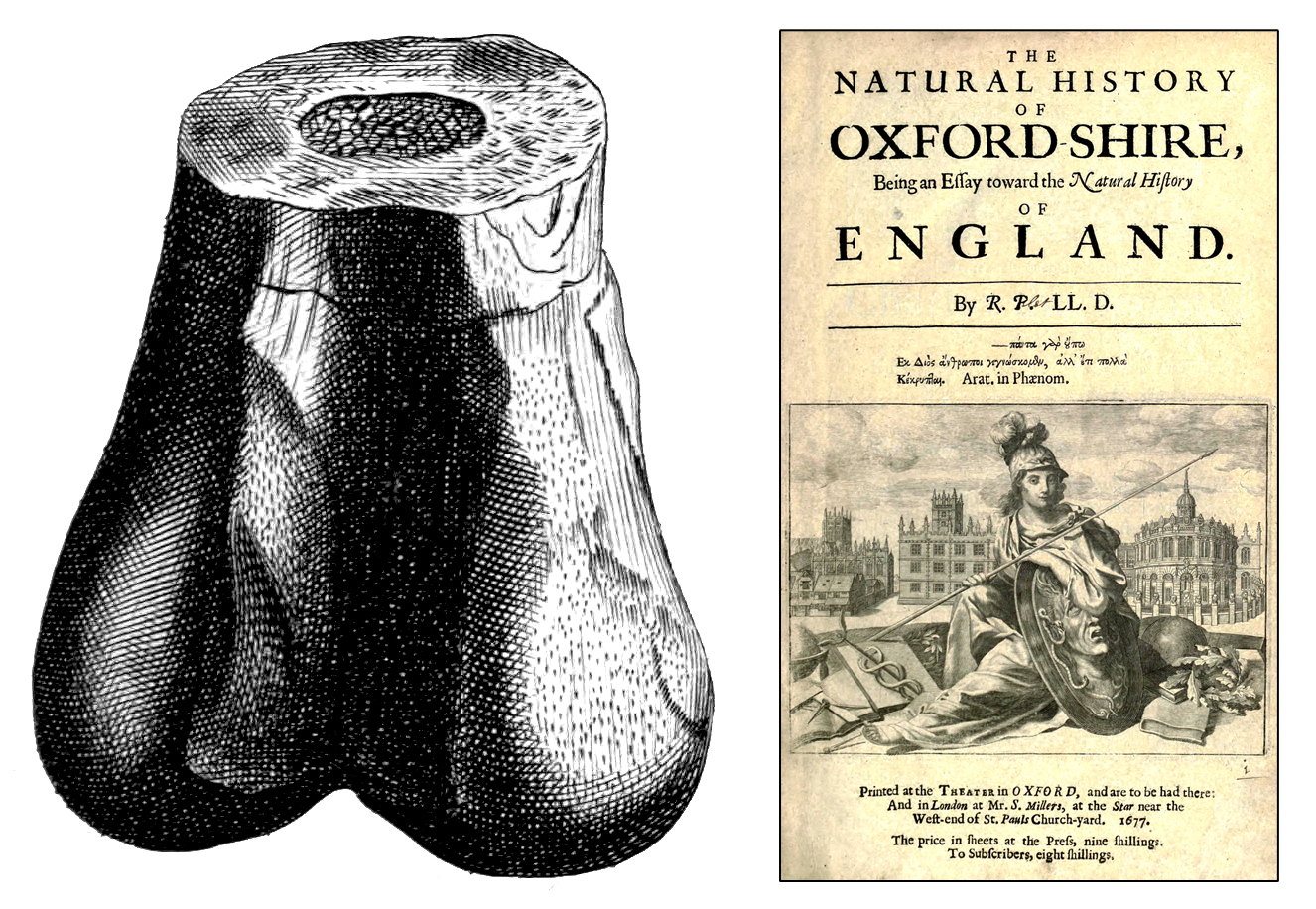
Книга Роберта Плота «Естественная история Оксфордшира»: обложка (справа), рисунок кости мегалозавра (слева)

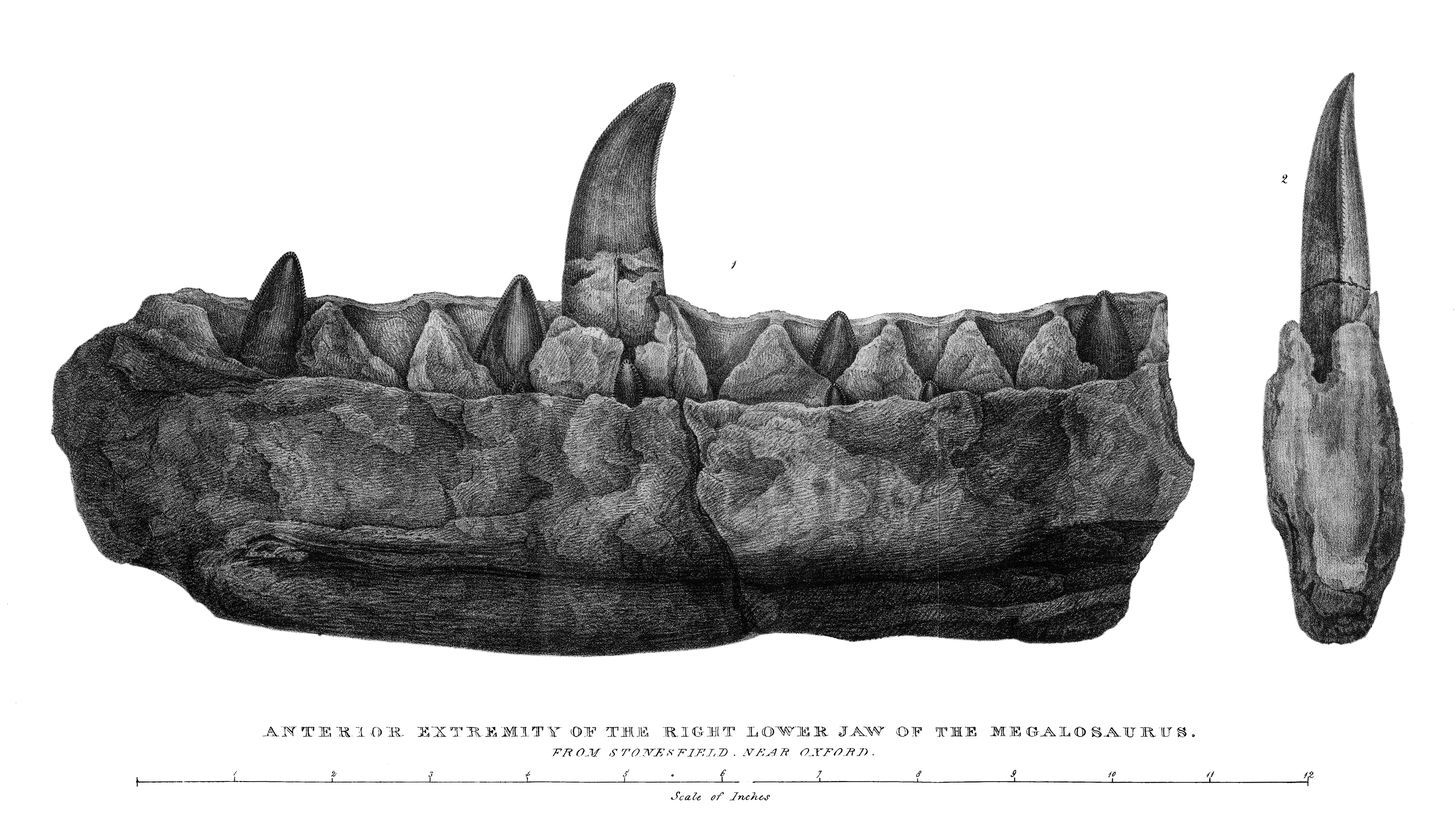
Челюсть мегалозавра, иллюстрация из статьи Баклэнда

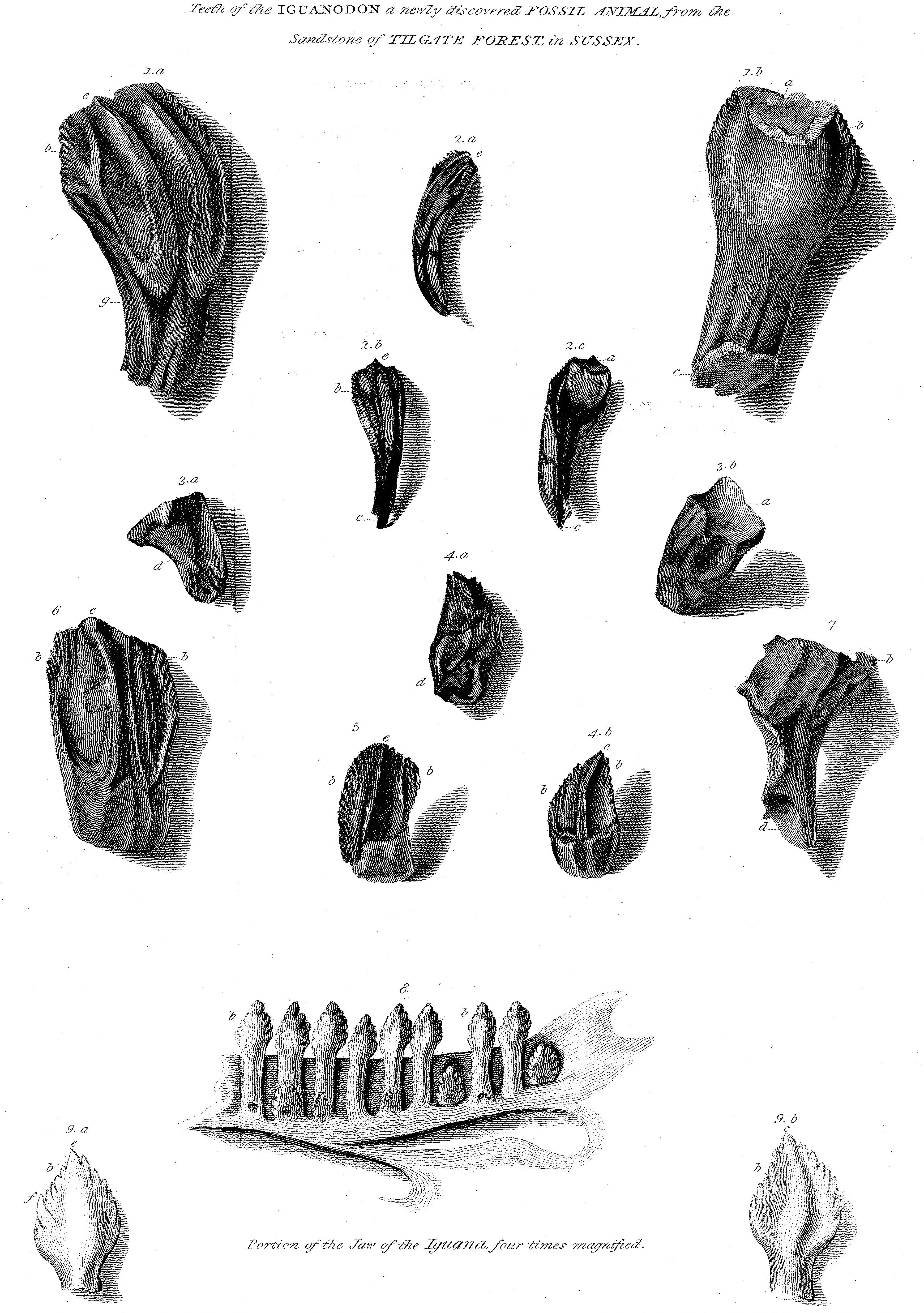
Зубы игуанодона и современных игуан. Иллюстрация из статьи Мантелла 1825 года

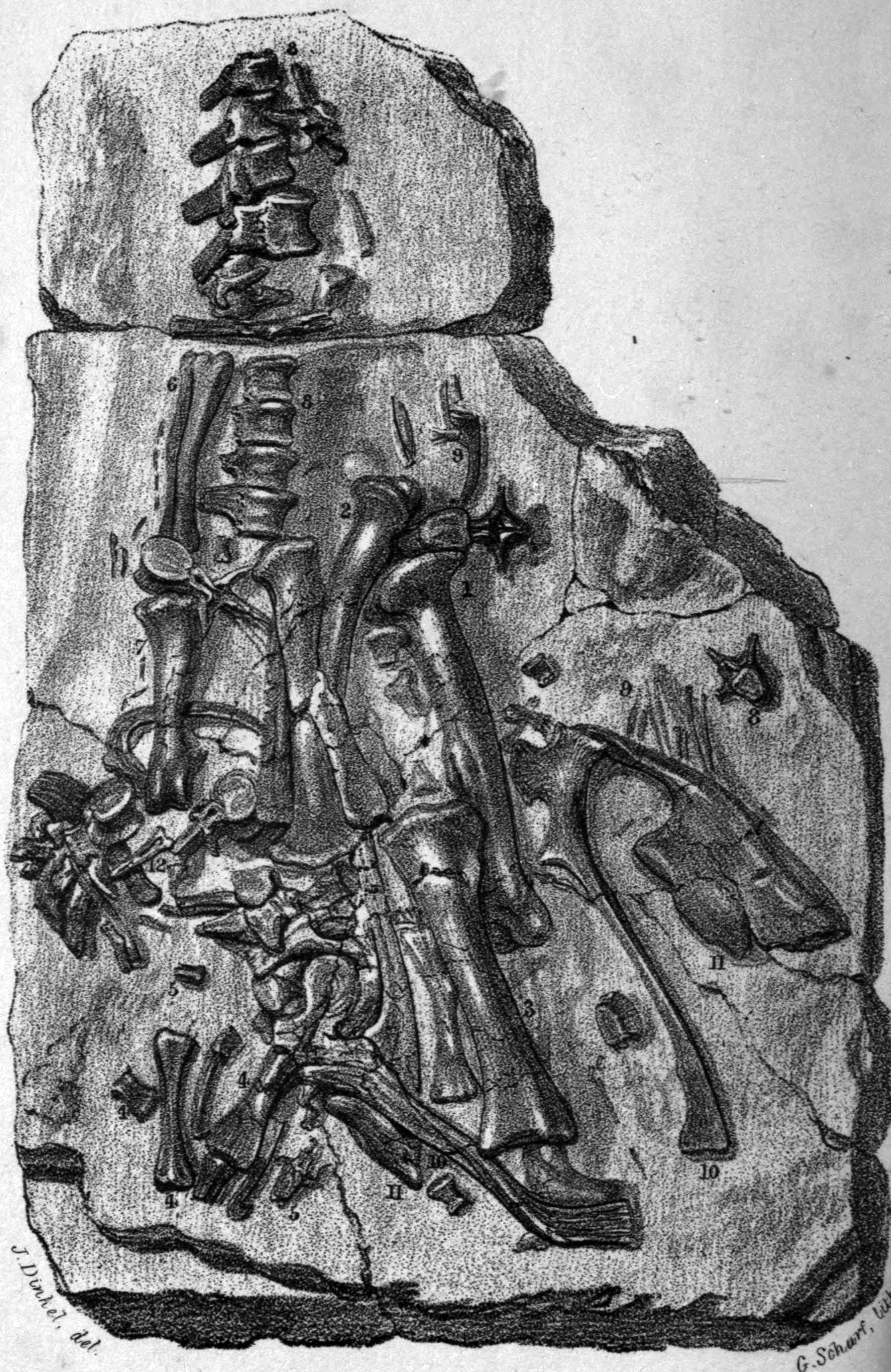
Скелет игуанодона, найденный в 1834 года в Мейдстоуне

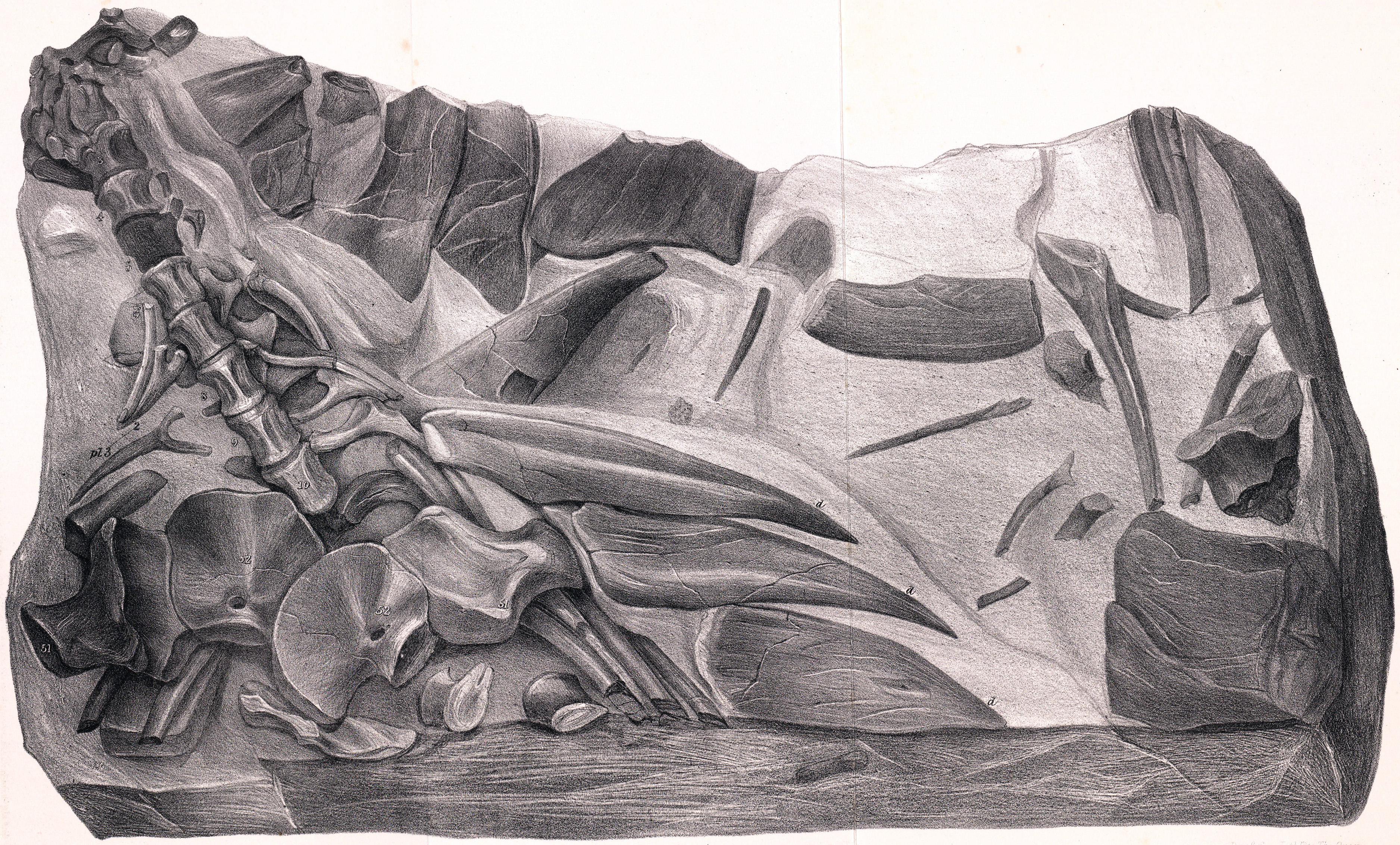
Кости гилеозавра. Рисунок 1858 года

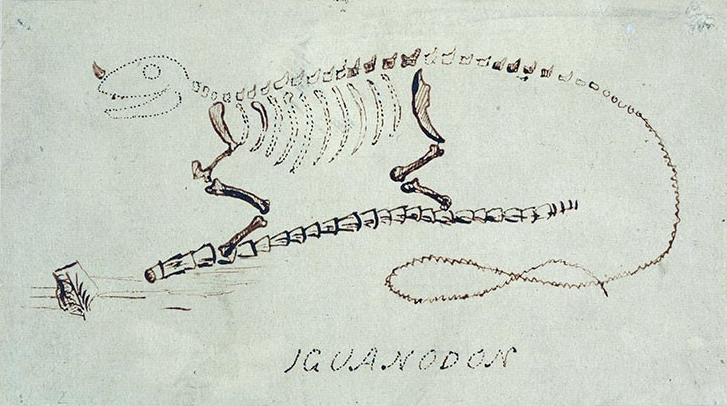
Реконструкция игуанодона Г. Мантелла — первая в истории реконструкция динозавра.

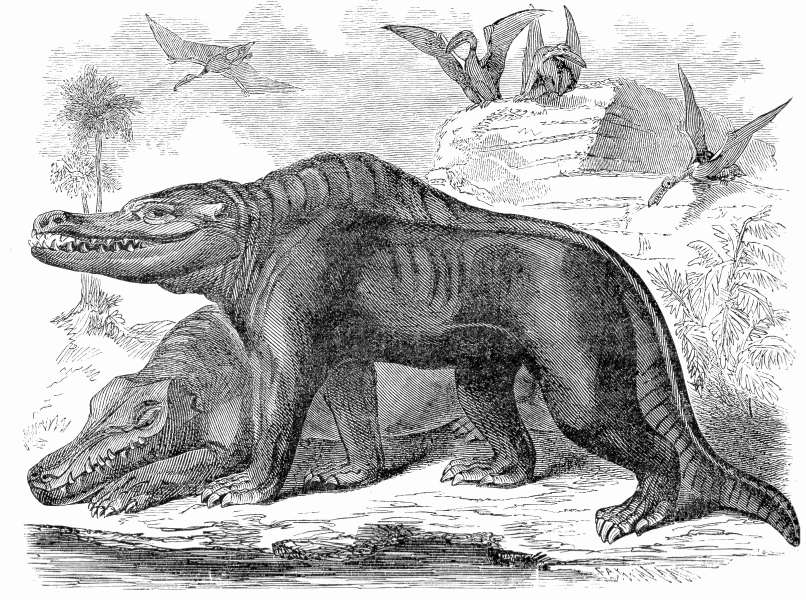
Мезозойская фауна в представлениях середины XIX века. На переднем плане изображены мегалозавры, реконструированные Р. Оуэном как четвероногие существа.

Гигантские кости, находимые иногда в земле, в античности считали останками героев эпохи Троянской войны, в Средние века и вплоть до XIX века — останками гигантов, о которых упоминается в Библии и которые погибли во время Всемирного потопа; в Китае их считали костями драконов и приписывали им целебные свойства, используя для изготовления лекарств. Кость динозавра (часть бедренной кости мегалозавра, найденная в карьере) была впервые научно описана оксфордским профессором Робертом Плоттом в книге «Естественная история Оксфордшира» (1677), который, правильно определив её как бедренную кость гигантского животного, затруднился в её атрибутации и, вспомнив о слонах, завезенных в Британию римлянами, в конце концов, счёл её останками утонувшего при Всемирном потопе грешника.
В 1808 году Ж. Л. Кювье, найдя в коллекции Национального музея в Париже кости стрептоспондила (родственник мегалозавра), описал их как ископаемые остатки двух новых видов крокодилов вторичной (в современной терминологии — мезозойской) эпохи. Наконец, накопление ископаемого материала привело к появлению первых представлений о мезозойской фауне, сначала в отношении летающих и морских ящеров: в 1801 году Кювье определил как летающую рептилию и наименовал птеродактиля, в 1821—1822 годах английский геолог Вильям Конбери описал и наименовал открытых незадолго до того ихтиозавра, плезиозавра и мозазавра.
В 1811 году двенадцатилетняя девочка Мэри Эннинг и ее брат обнаружили первый полный скелет ихтиозавра, ученые, изучавшие находку, подумали, что это крокодил. В 1823 году Мэри Эннинг, будучи палеонтологом-самоучкой, открыла полный скелет плезиозавра. Находка была настолько необычной, что известия о ней распространились мгновенно, а за ними вскоре последовали слухи, что скелет – подделка. Жорж Кювье подверг открытие сомнению. По этому поводу было созвано особое собрание Лондонского геологического общества, на которое Мэри приглашена не была. После продолжительного диспута Кювье признал свою ошибку. Несмотря на сенсационный находки, в Лондонское геологическое общество Мэри принимать отказались, ведь до 1904 года состоять в нем женщинам было запрещено.

## Открытие динозавров

### Мегалозавр
Подлинное открытие динозавров произошло в 1824 году, когда преподаватель геологии в Оксфорде Уильям Баклэнд доложил в собрании Королевского геологического общества о находке (в 1815 году) в юрских сланцах Стоунзфилда, графство Оксфордшир, нескольких костей и фрагмента нижней челюсти «допотопного» животного. Баклэнд приобрел окаменелости, но затруднялся с их атрибутацией, пока Кювье, посетивший Оксфорд в 1818 году, не определил, что они принадлежат гигантской хищной ящерице (sauria). В результате Баклэнд назвал вновь открытый вид мегалозавром — «огромным ящером». Его описание он издал в том же году в трудах Геологического общества под заглавием «Reliquiae diluvianae» («Допотопные остатки»).

### Игуанодон
В 1825 году Гидеон Мантелл (иначе Мэнтл), хирург из Льюиса (графство Суссекс) аналогичным образом представил в Геологическом обществе найденные им зубы игуанодона. Зубы были найдены в 1822 году, по легенде женой Мантелла (по другим сведениям самим Мантеллом). Все ученые, которым Мэнтл показывал их (включая Кювье), полагали их принадлежащими млекопитающему или крокодилу, и лишь лондонский натуралист Самуэль Статчбери определил, что зуб схож с зубом ящерицы игуаны. В результате Мантелл решил назвать открытый им вид игуанозавром, но Конбери указал ему, что это название подходит и к самой игуане, которая также saura (ящерица) — и предложил имя игуанодон («игуанозубый»), которое Мантелл и принял. Сравнивая зубы игуанодона и игуаны, он определил его размер в 12 метров. В 1834 году в Мейдстоуне был найден хорошо сохранившийся скелет игуанодона, который вскоре приобрел Мантелл; после этого он составил реконструкцию ящера — первую в истории реконструкцию динозавра. Реконструкция не была лишена ошибок, в частности, Мантелл принял отдельно лежащий шип пальца игуанодона за рог и изобразил последнего неким подобием носорога — массивным четвероногим животным с рогом на носу (это заблуждение продержалось до 1878 года, когда в Бельгии были найдены скелеты игуанодонов).

### Гилеозавр
Мантелл же в 1833 году описал гилеозаврa — представителя панцирных ящеров анкилозавров — назвав его «лесным ящером» по месту находки скелета (лес Тилгейт на юге Англии, 1832). Гилеозавр поразил ученых своим костяным панцирем и многочисленными шипами.

## Введение термина «динозавры»

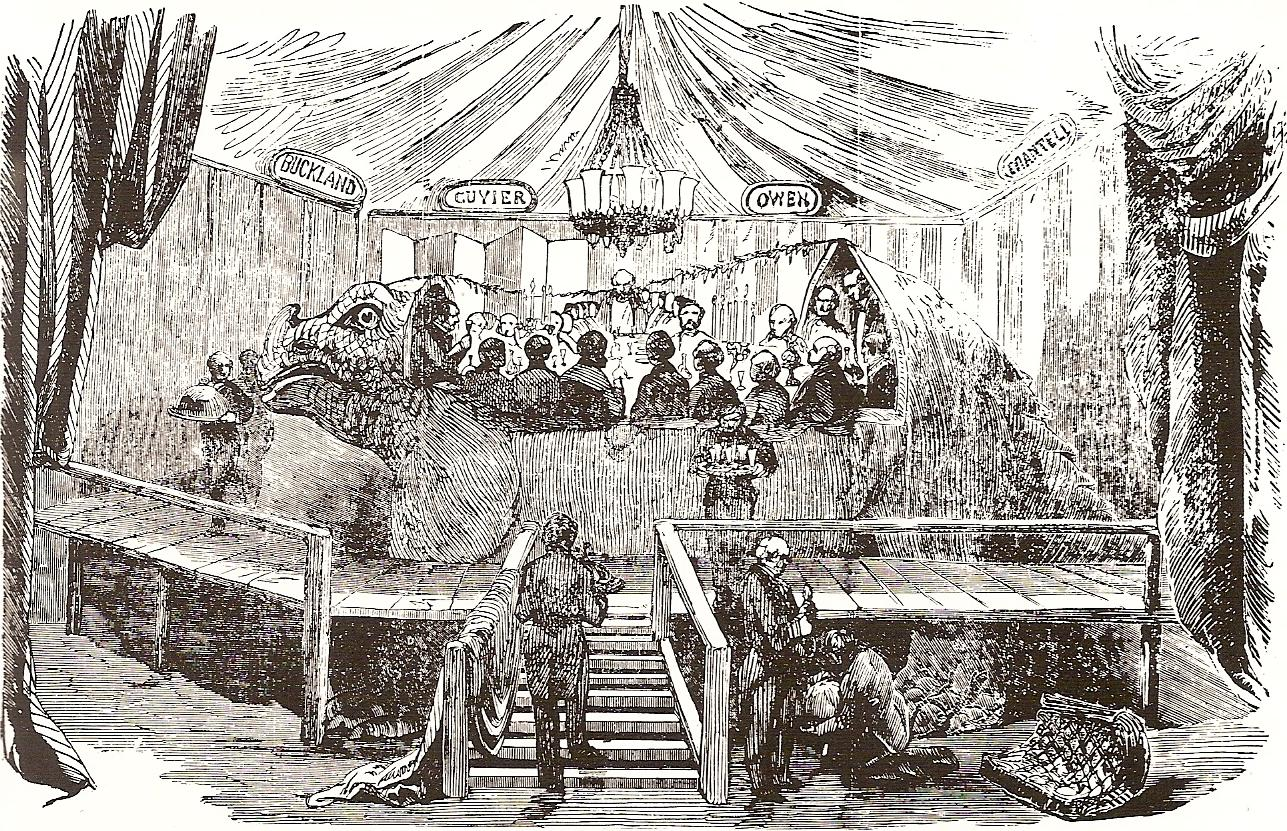
Банкет внутри статуи игуанодона, 1852

В 1842 году английский биолог Ричард Оуэн (1804—1892), констатировав несомненное сходство между мегалозавром, игуанодоном и гилеозавром и их отличия от современных рептилий (сближающие, с другой стороны, с птицами и млекопитающими), выделил их в особый подотряд, которому дал имя динозавры (Dinosauria) — «ужасные ящеры». Оуэн называл их «толстокожими вторичного периода», сравнивая таким образом с современными бегемотами и носорогами. Оуэну же принадлежат первые подробные реконструкции динозавров, хотя и не слишком удачные с современной точки зрения — отчасти из-за недостатка материалов, отчасти из-за общих представлений Оуэна и его эпохи. Важным этапом в популяризации сведений о динозаврах стала Лондонская всемирная выставка 1851 году, когда в Хрустальном дворце были выставлены бетонные реконструкции динозавров в натуральную величину (по рисункам Оуэна). На новый 1853 год Оуэн устроил внутри игуанодона торжественный банкет для своих коллег на 21 персону.

## Открытие завроподов
В том же 1842 году, когда был введен термин «динозавры», Оуэн описал первого из завроподов (гигантских травоядных динозавров) — цетиозавра; однако он принял его за гигантского крокодила, отчего и назвал «китовым ящером». В 1850 году Мантелл описал как динозавра 24-метрового ящера, который был им назван пелорозавр — «чудовищный ящер» (Мантелл сначала хотел назвать его «колоссозавр», но потом сообразил, что греки называли «колоссами» не гигантов, а статуи). Это, в свою очередь, позволило причислить к динозаврам и цетиозавра, что сделал Томас Гексли в 1869 году. На протяжении следующего десятилетия в США были сделаны массовые находки завроподов.

## Гадрозавр. Открытие бипедальности

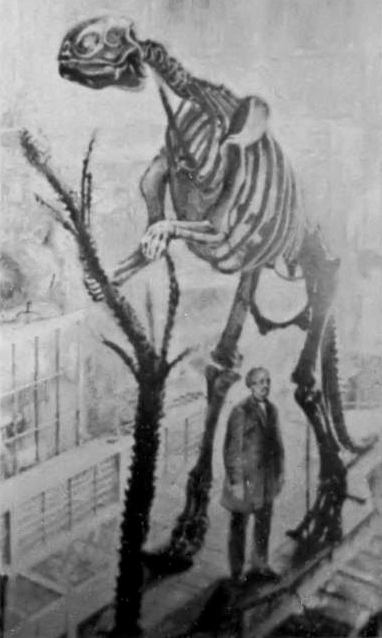
Скелет гадрозавра, смонтированный Б. Хокинсом

В 1858 году были впервые найдены ископаемые остатки динозавра в Америке (у городка Хаддонфильд, штат Нью-Джерси). Собственно, первые кости были найдены местным жителем Джоном Хопкинсом за 20 лет до того и хранились у него дома, пока их не увидел Уильям Паркер Фульк, проведший раскопки и в результате получивший почти полный скелет животного. Это был второй (после мейдстоунского игуанодона) случай находки хорошо сохранившегося скелета. Хотя новый вид был явно родственен игуанодону, которого тогда представляли четвероногим, палеонтолог Джозеф Лейди, отметив сильные задние и слабые передние конечности животного, пришел к выводу, что оно ходило на двух ногах, сравнив его с кенгуру, и соответственно назвал «Гадрозавр (рослый ящер) Фулька». Открытие бипедальности (прямохождение) у динозавров явилось революционным событием. Из-за Гражданской войны публикация Лейди с описанием ящера задержалась и вышла только в 1865 году; в 1868 году скульптор и натуралист Бенджамин Уотерхаус Хокинс смонтировал скелет гадрозавра (заменив недостающие кости гипсовыми) и выставил в Филадельфийской академии естественных наук, в запасниках которой он находится по сей день. Это был первый смонтированный скелет динозавра в мире. Впрочем, следует отметить, что по последним (1980 год) исследованиям гадрозавры и их родственники игуанодоны всё-таки достаточно активно пользовались при ходьбе передними конечностям, так как, вопреки мнению Лейди, не могли опираться на хвост, подобно кенгуру.

## Открытия конца XIX века
Открытие гадрозавра вызвало первый всплеск динозавромании в США. Открытия последующих лет в Америке, сделанные главным образом в Скалистых горах, связаны прежде всего с именами Гофониила Чарльза Марша и Эдварда Дринкера Копа, прославленных, кроме того, своей непримиримой враждой и соперничеством. Марш обнаружил 86 новых видов динозавров, Коп 56, в общей сложности 142 новых вида. В том числе, Марш в 1870-х годах открыл и описал апатозавра и бронтозавр, диплодока, стегозавра. Они же описали рогатых динозавров: Коп моноклона, Марш — цератопса и трицератопса. Марш также открыл Аллозавра описанный им как самый большой хищный динозавр, сейчас самым большим известном науке динозавром является спинозавр впервые этот вид динозавров был описан по найденным в Египте останкам немецким палеонтологом Эрнстом Штромером в 1915 году, цератозавра и нодозавра.

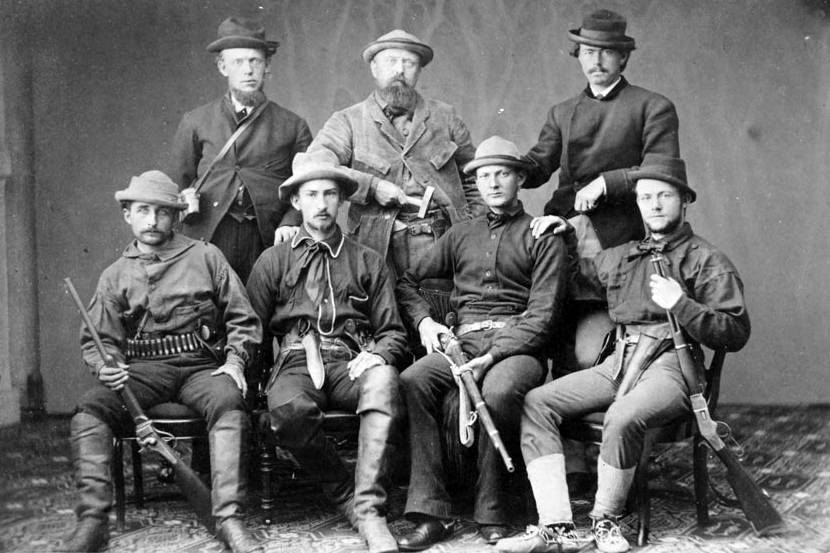
Марш (в центре, стоит) со своими сотрудниками. Работы велись на «диком Западе» и представляли собой достаточно опасное предприятие, о чём свидетельствует непременное оружие в руках у палеонтологов

В Европе, открытие в 1878 году в шахтах под бельгийской деревней Берниссар двадцати хорошо сохранившихся скелетов игуанодонов позволило внести ясность и в строение этих животных, лишив их рога на носу и «поставив» на задние ноги. Ещё ранее, в 1850-е гг. в Баварии врач и коллекционер ископаемых Йозеф Оберндорфер нашел целый скелет небольшого хищного динозавра компсогната, а в 1870 году Томас Гексли описал мелкого травоядного динозавра гипсилофодона, которого ранее принимали за детеныша игуанодона. Изучение этих ископаемых остатков позволило Гексли и Эрнсту Геккелю независимо друг от друга прийти к выводу о сходстве строения динозавров и птиц и возможном происхождении вторых от первых. Последняя идея была отброшена в 1920-х годах, но с конца XX века считается общепризнанной.
Накопление материала позволило Маршу разделить динозавров на группы: орнитоподы («птиценогие»), завроподы («ящероногие»), тероподы («звероногие»), цератопсы (рогатые) и стегозавры. В 1887 году британский палеонтолог Гарри Сили разделил динозавров, считавшихся до сих пор единым отрядом, на два отряда по строению костей таза: птицетазовых и ящеротазовых.

## XX век
К началу XX века было известно до 30 родов динозавров. Сложившиеся к тому времени представления были художественно суммированы в вышедшем в 1912 году научно-фантастическом романе Артура Конан Дойля «Затерянный мир», сыгравшем значительную роль в их утверждении в массовом сознании. Мир динозавров выглядит там отталкивающе, например хищный динозавр описывается так:
Передо мной всего лишь на секунду мелькнула отвратительная маска гигантской жабы — бородавчатая, словно изъеденная проказой кожа и огромная пасть, вся в свежей крови.
Поскольку роман, естественно, писался на основе обобщающей и научно-популярной литературы, в нем не учтены самые последние данные тогдашней науки: например, там отсутствует такой колоритный вид, как тираннозавр, описанный американским палеонтологом Генри Осборном в 1905 году.
В 1915 году немецкий палеонтолог Эрнст Штромер открыл самого большого хищного динозавра, известного науке — спинозавра . В 1923 году Уильям Паркс открыл паразауролофа.
В 1922 году сотрудники Американского музея естественной истории (Нью-Йорк), которым руководил Генри Осборн, начали раскопки в пустыне Гоби, увенчавшиеся, в числе прочего, находкой протоцератопса, пролившей свет на происхождение рогатых динозавров, а также первыми находками яиц динозавров. Рядом с кучей яиц, как полагали протоцератопса, был найден мелкий хищник, который получил название овираптор — «охотник за яйцами» (ныне выяснено, что название оказалось плодом недоразумения: яйца были его собственные). Также был открыт и другой относительно мелкий хищник, которому Осборн дал имя велоцираптор — «быстроногий охотник».
Осборну же принадлежит выделение группы анкилозавров (панцирных динозавров) в 1923 году.
К настоящему времени известно до 700 видов динозавров, найденных на всех континентах, не исключая Антарктиды; первый антарктический динозавр (Антарктопелита оливерои, из группы анкилозавров) был обнаружен на острове Росса в 1986 году.

## «Ренессанс динозавров»

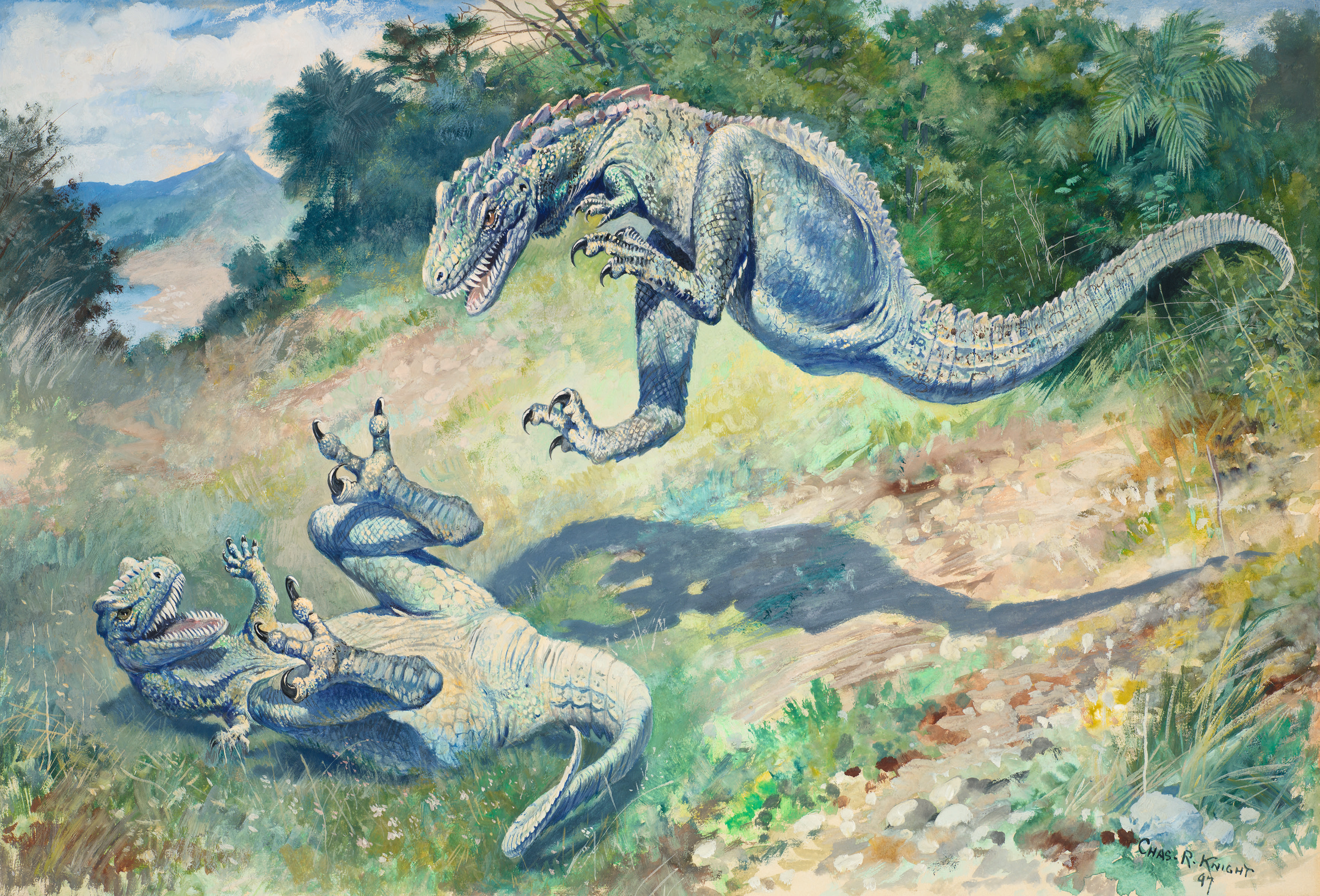
Картина 1897 г, изображающая «лелапсов» (ныне дриптозавры). Р. Бэккер приводит её как свидетельство, что в XIX в. динозавров представляли активными и проворными животными.

Революционным событием явилось описание американским палеонтологом Джоном Остромом в 1969 году открытого им в 1964 году дейнониха. Устройство конечностей этого относительно небольшого хищного динозавра свидетельствует, что он был способен достаточно быстро бегать, что требует затраты большого количества энергии и усиленного метаболизма — а потому свойственно теплокровным животным. Отсюда гипотезы о теплокровии динозавров, по крайней мере части их (в отношении гигантских травоядных динозавров большинство учёных теплокровность отрицают). Эти гипотезы, в свою очередь, заставляют пересматривать все старые представления о физиологии и поведении динозавров. Спустя несколько лет Остром, изучая передние конечности дейнониха, обратил внимание на их сходство с конечностями птицы и вновь выдвинул предположение, что птицы произошли от динозавров (ныне являющееся общепринятым). Оба вывода нашли подтверждение в 2000 и 2007 годах, когда при новом изучении породы с костями дейнониха рядом с грудными костями была обнаружена яичная скорлупа — что может являться свидетельством высиживания яиц — а затем были найдены следы оперения на локтевой кости ближайшего родственника дейнониха, велоцираптора. В целом же, в настоящее время прямые свидетельства оперенности обнаружены для 20 родов динозавров.
Наиболее ярым сторонником теории теплокровности динозавров выступил ученик Острома Роберт Т. Бэккер, отстаивавший взгляд на динозавров как на быстрых, ловких и сообразительных животных — в противоположность прежнему представлению о медлительных и тупоумных холоднокровных рептилиях. Он указывал, что такого рода представления были широко распространены в конце XIX — начале XX веков, но затем (как и предположения о связи динозавров с птицами) были оставлены — что дало ему основание назвать XX век эпохой «депрессии динозавров», а произошедшую научную революцию — «ренессансом динозавров» (это выражение прижилось). Одновременно были найдены первые свидетельства социального поведения у динозавров. Пионером здесь являлся Джек Хорнер, который в 1979 году описал открытых им в штате Монтана утконосых динозавров майазавров в их гнездовьях (более 200 экземпляров всех возрастов), обнаружив при этом, что они высиживали яйца и заботились о своем потомстве примерно так, как теперь это делают птицы.
Подъём научного интереса к динозаврам спровоцировал, в свою очередь, подъём интереса к ним в массовой культуре и новую волну «динозавромании». Ключевым явлением здесь явился выход фильма Парк юрского периода (1993), главным научным консультантом которого являлся Хорнер; фильм консультировал и Бэккер. Фильм был поставлен по одноименному роману Майкла Крайтона (1990), который вдохновился новыми теориями об активных теплокровных динозаврах и, фактически, популяризовал их своим романом:
Хищники преодолели десять метров, которые отделяли их от изгороди, с пугающей
быстротой. <…> По представлению <Ричарда> Оуэна, динозавры были быстрыми, подвижными животными, и такую точку зрения другие ученые разделяли в течение последующих сорока лет. Однако затем были найдены ископаемые остатки действительно огромных животных, весивших при жизни не менее сотни тонн, и ученые изменили представление о динозаврах в пользу туповатых, медлительных гигантов, обреченных на вымирание. Так, на смену образу стремительных птиц надолго пришел образ неповоротливых рептилий. И только в последние годы среди некоторых ученых, к которым принадлежал Грант, наметилось возвращение к концепции более подвижных динозавров. В ученых кругах, занимающихся изучением динозавров, Грант слыл радикалом. Однако теперь он видел, что даже его собственные концепции не отражали повадок этих огромных, стремительно двигающихся
существ  (недоступная ссылка)
.
При этом многие современные учёные считают энтузиазм Бэккера и его единомышленников преувеличенным, по-прежнему полагая, что большинство видов динозавров (кроме некоторых хищников меловой эпохи) по своей организации стоит ближе к крокодилам и другим современным холоднокровным рептилиям, чем к птицам.

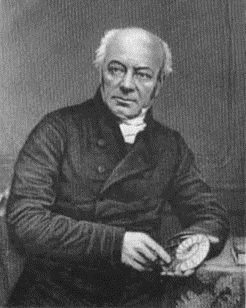
Вильям Баклэнд
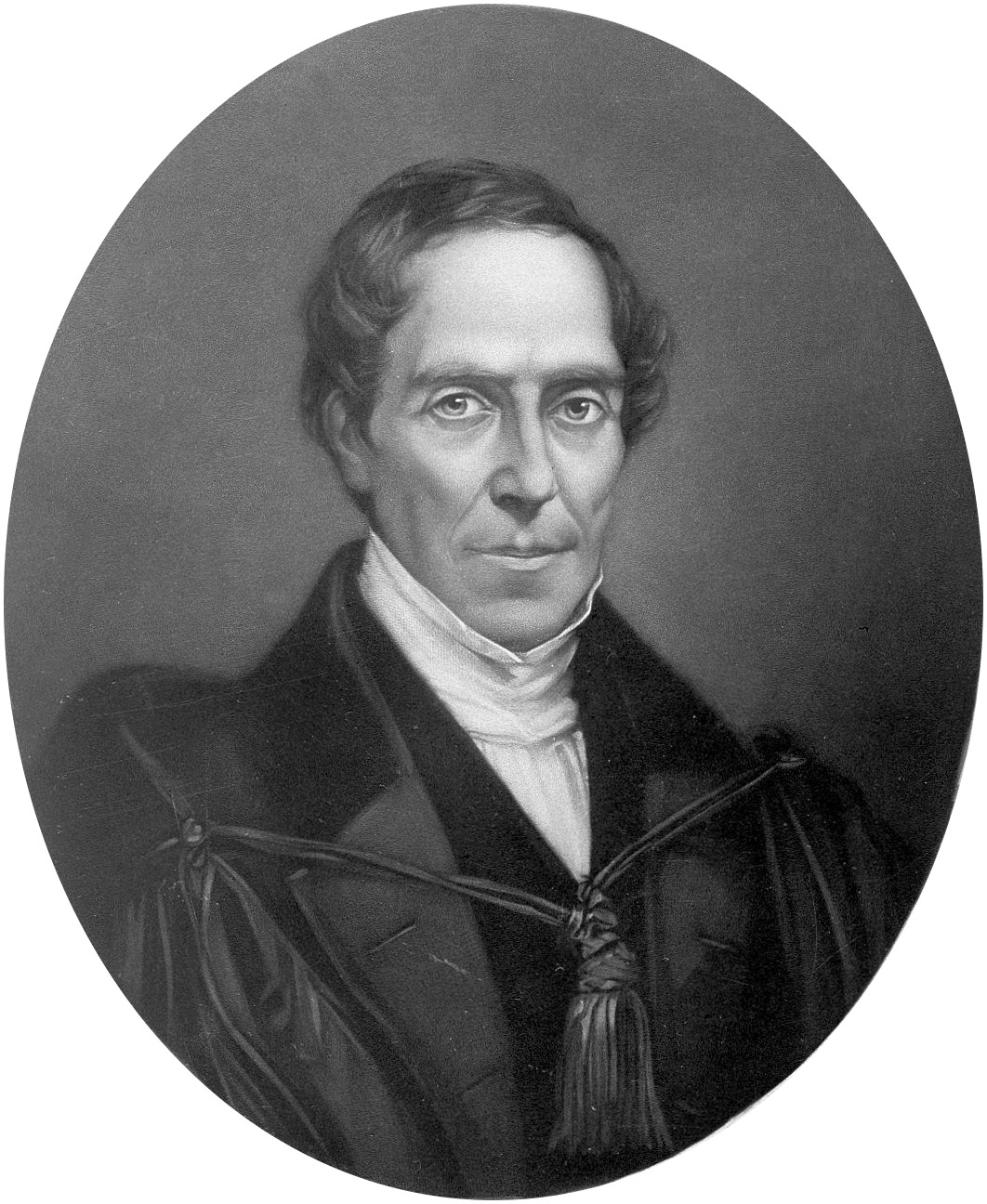
Гидеон Мантелл
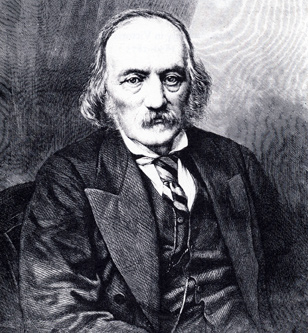
Ричард Оуэн
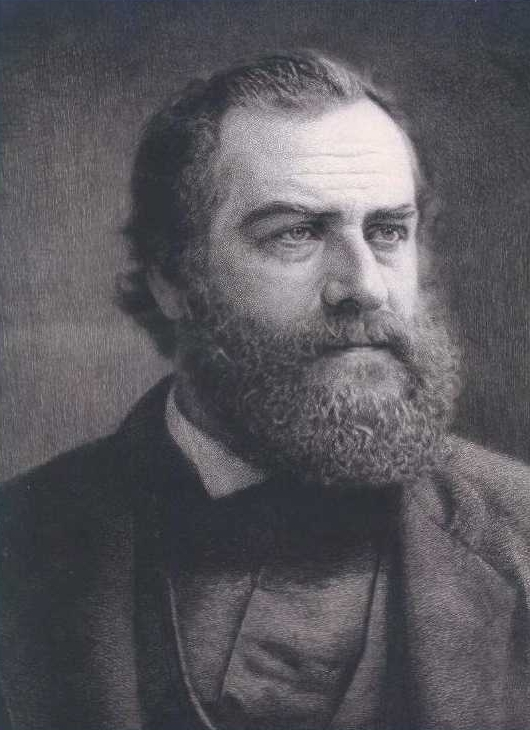
Джозеф Лейди
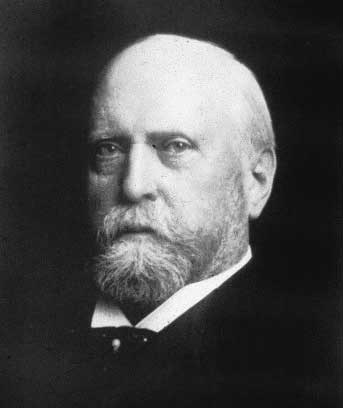
Гофониил Марш
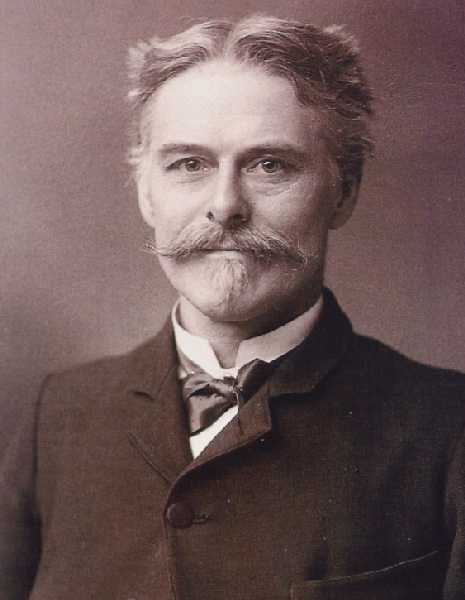
Эдвард Коп
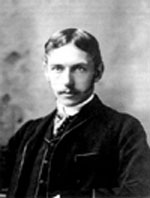
Генри Файрфельд Осборн
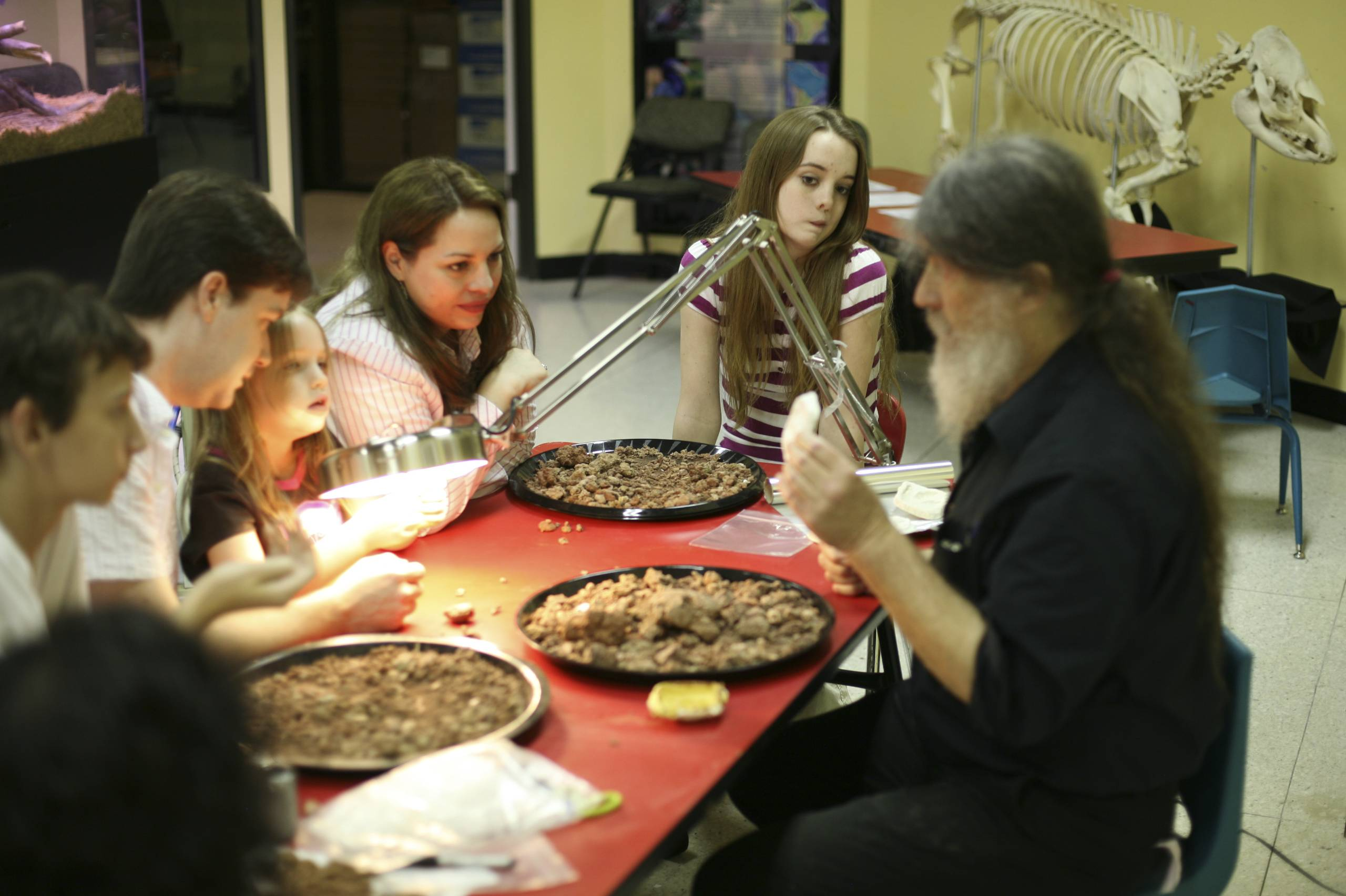
Роберт Бэккер (справа) преподает в Хьюстонском музее естественной истории.
Статуя мегалозавра в саду Хрустального дворца
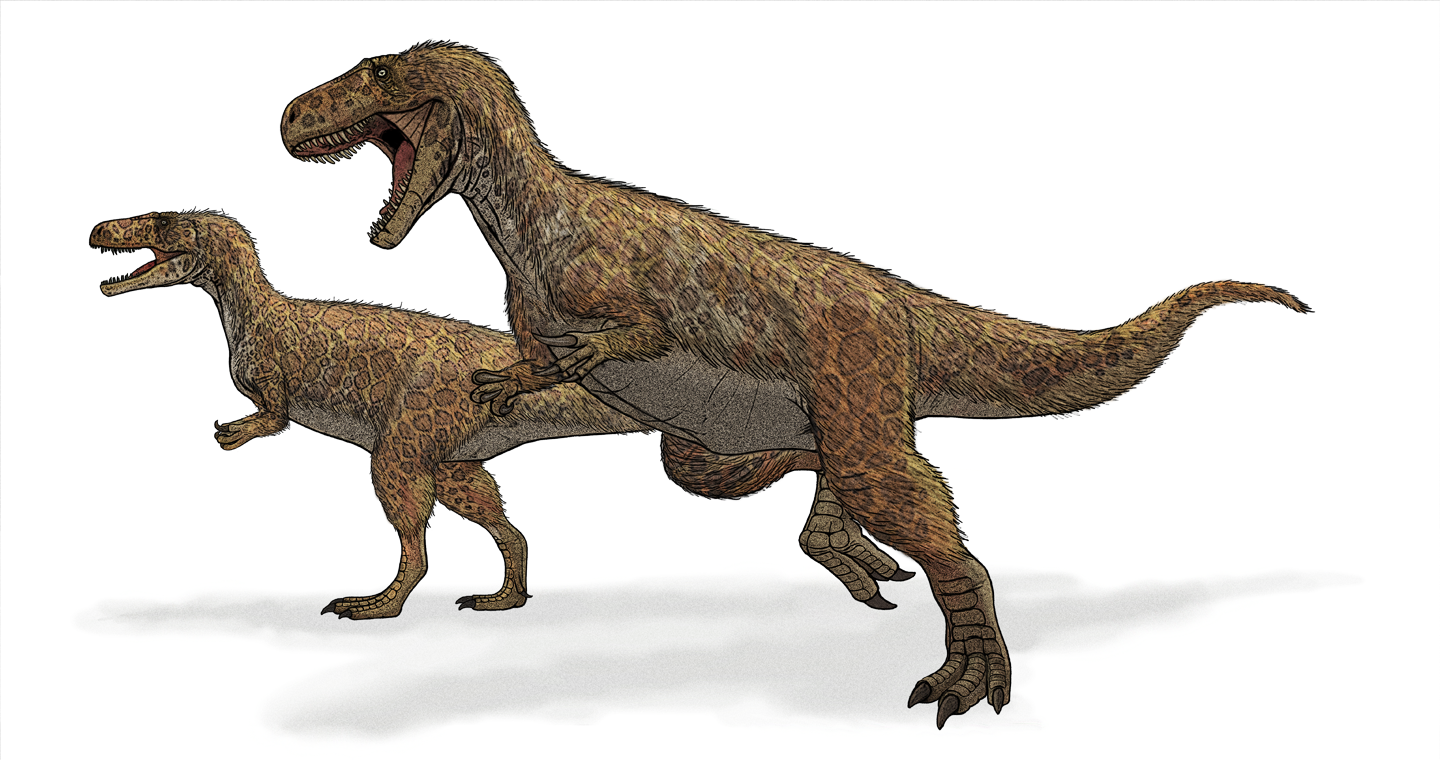
Современная реконструкция мегалозавра
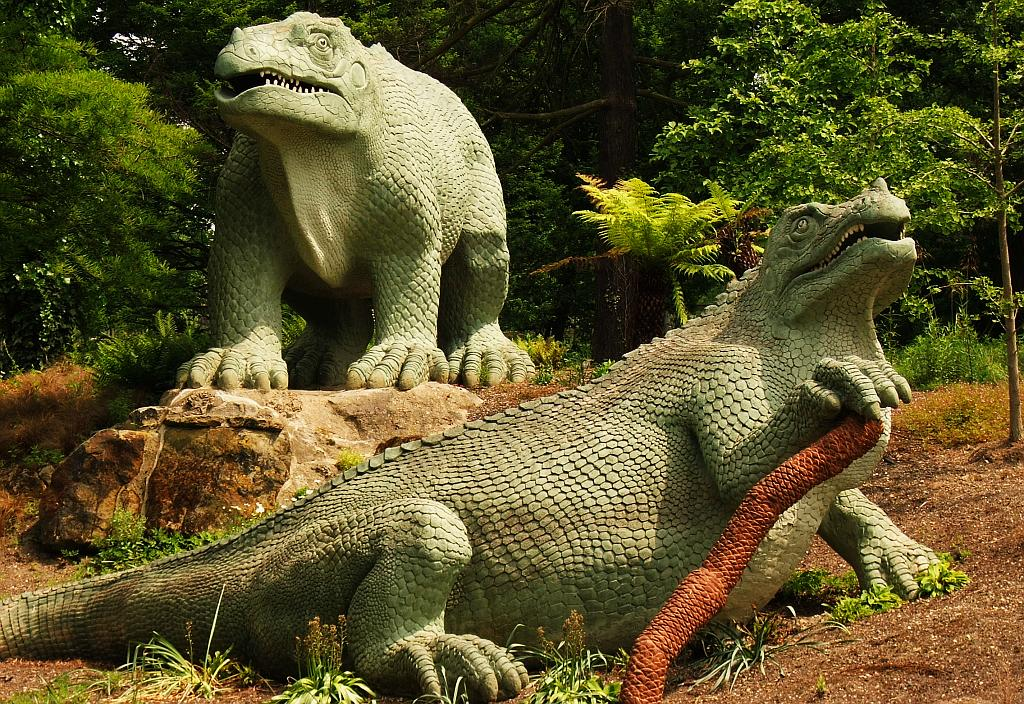
Статуи игуанодонов в саду Хрустальнго дворца
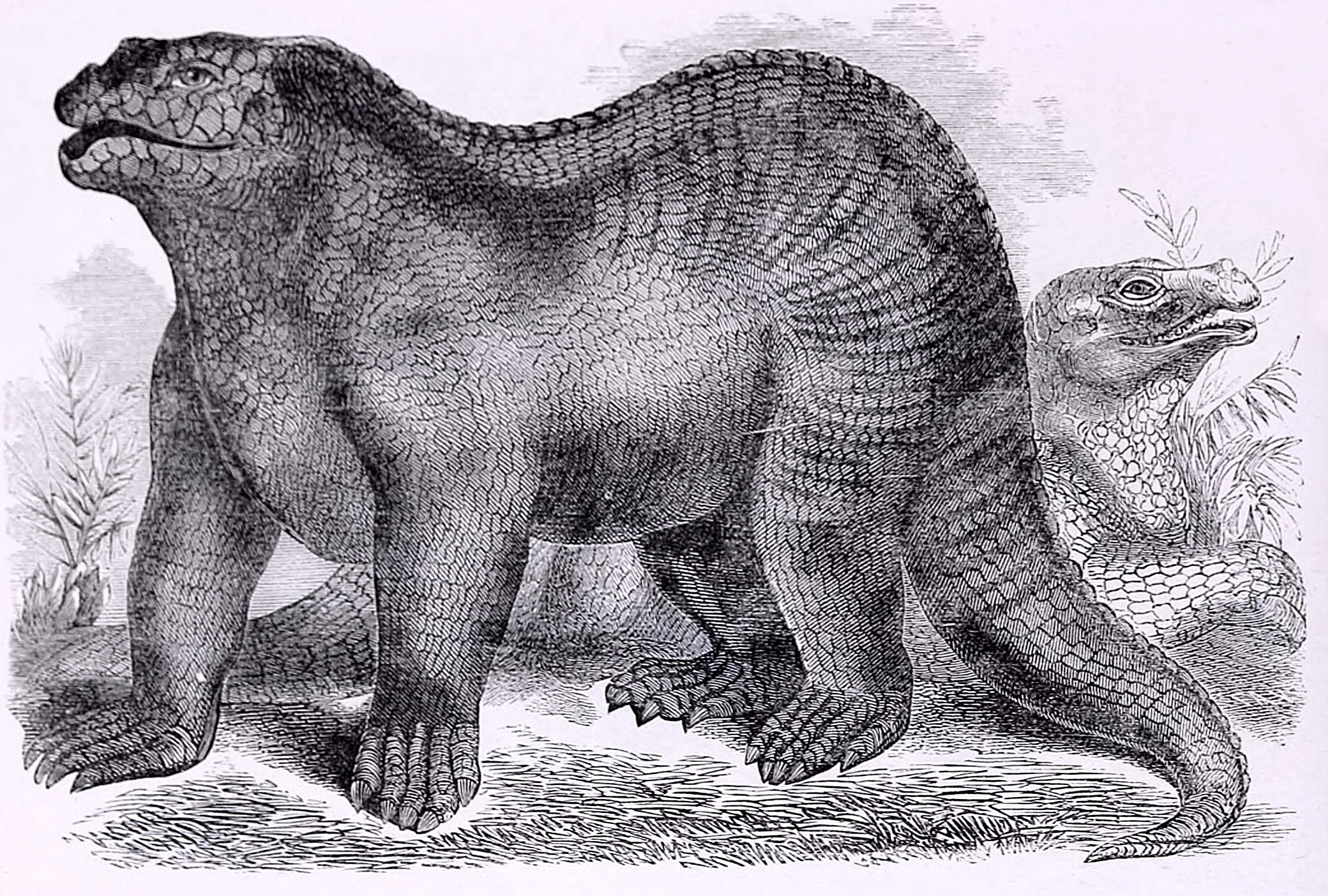
Реконструкция игуанодона, 1859
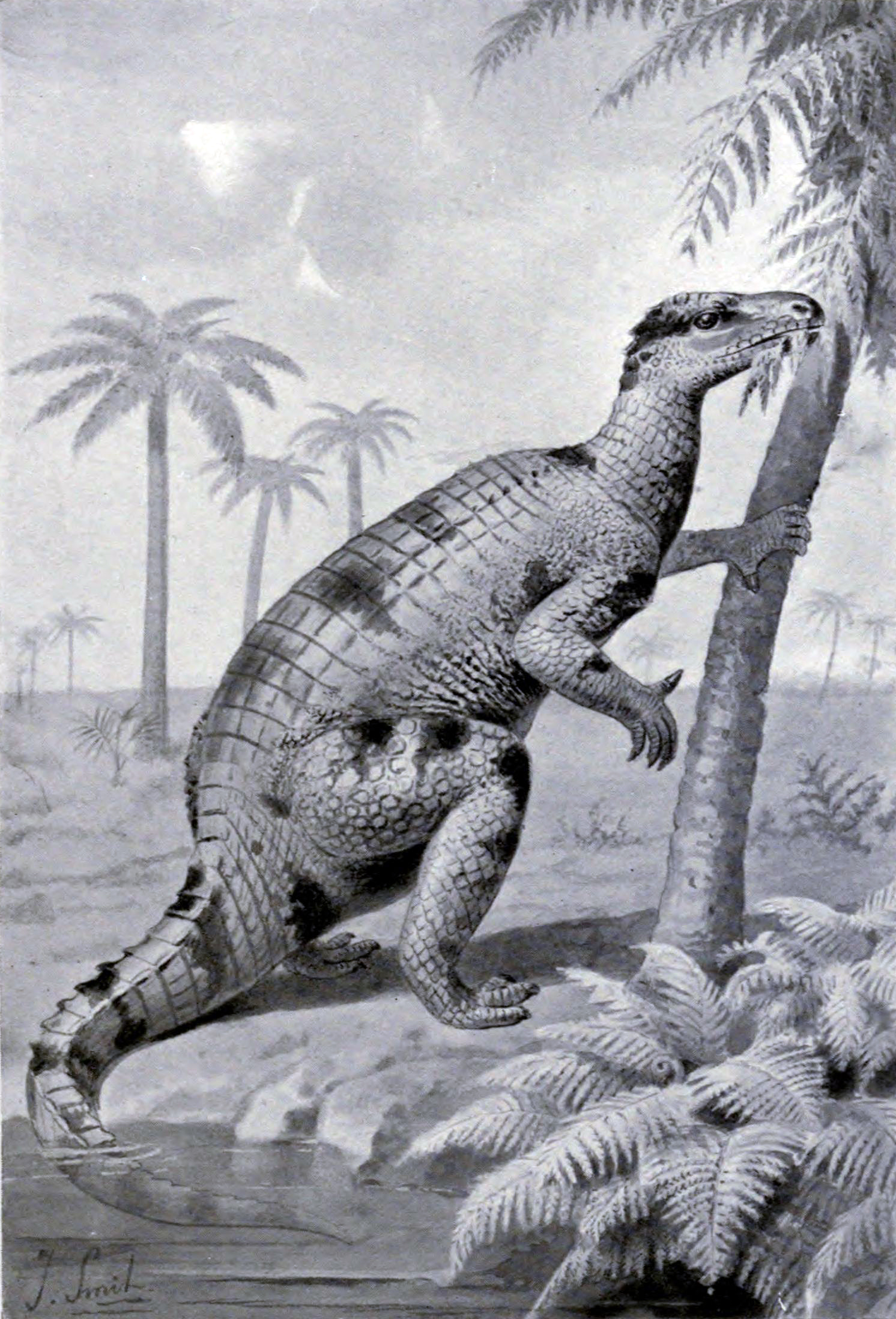
Реконструкция игуанодона рубежа XIX-XX вв.
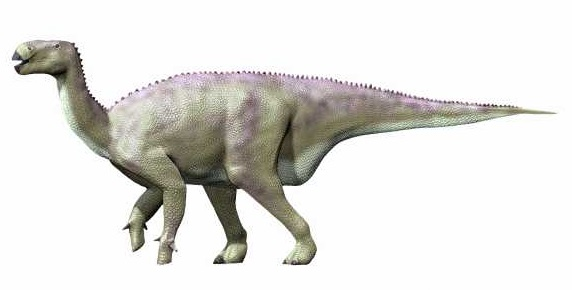
Для сравнения:современная реконструкция игуанодона
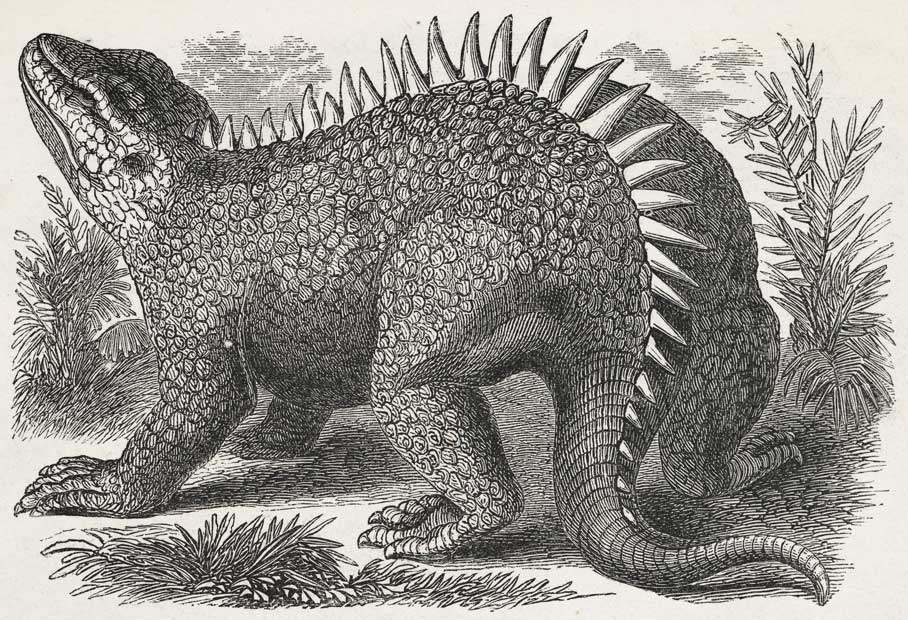
Гилеозавр. Рисунок 1871 года
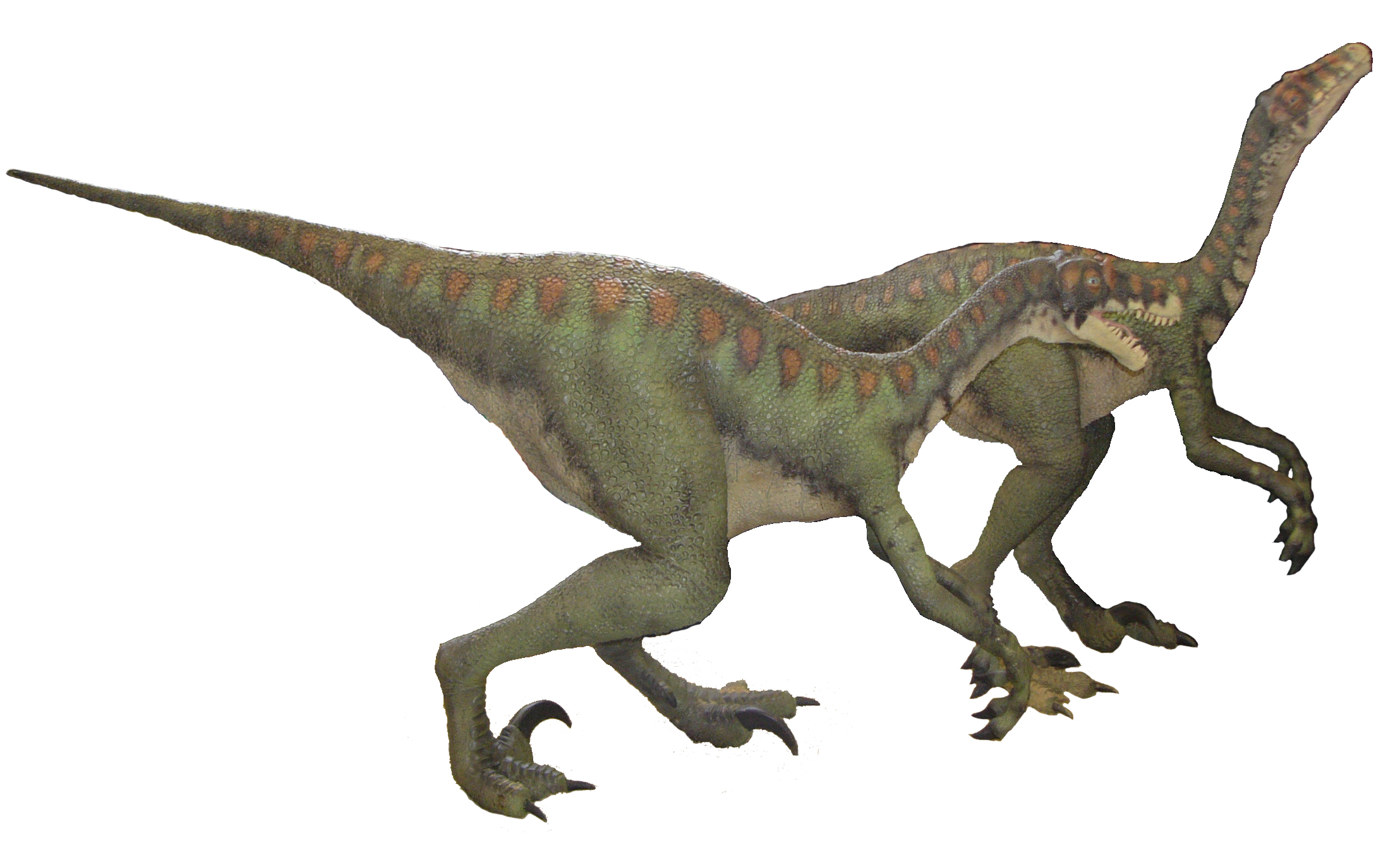
Представление о дейнонихе до открытия оперения
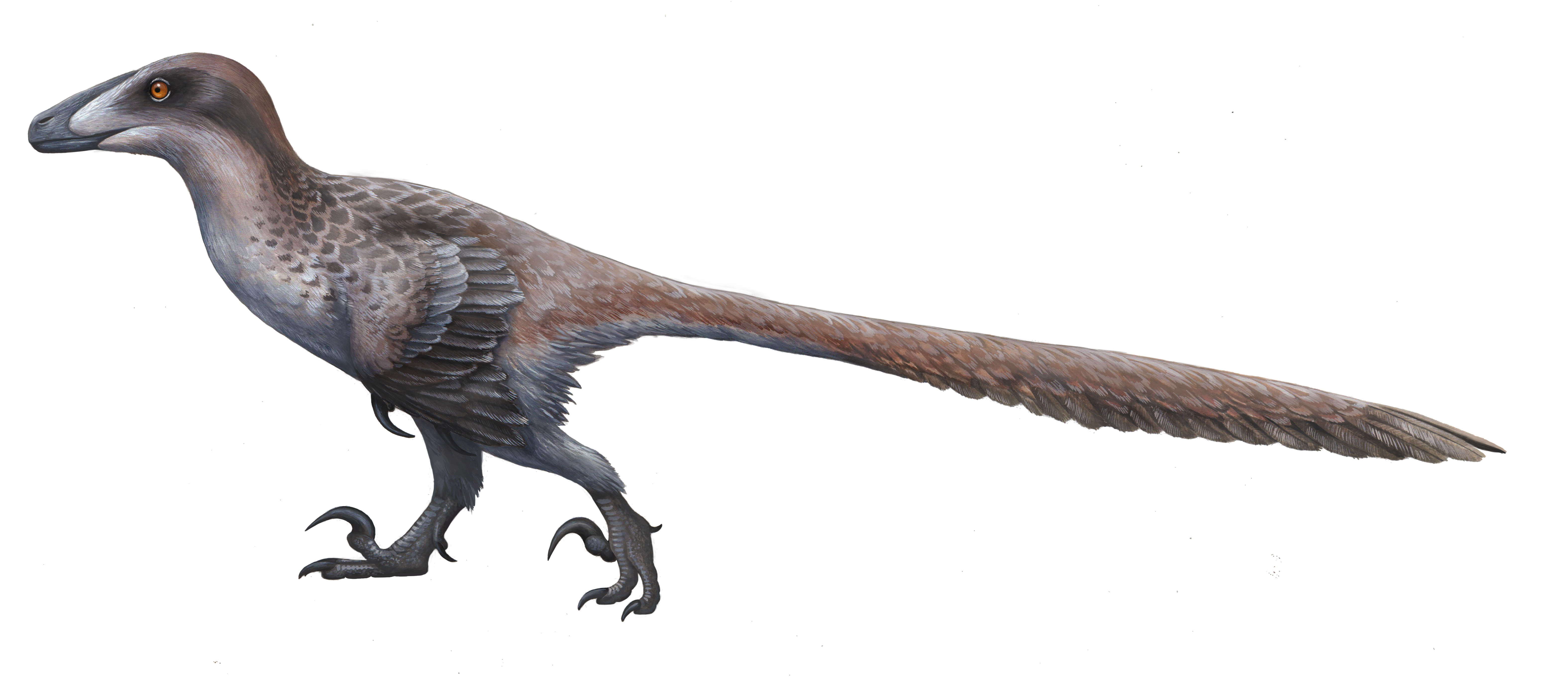
Представление о дейнонихе после открытия оперения
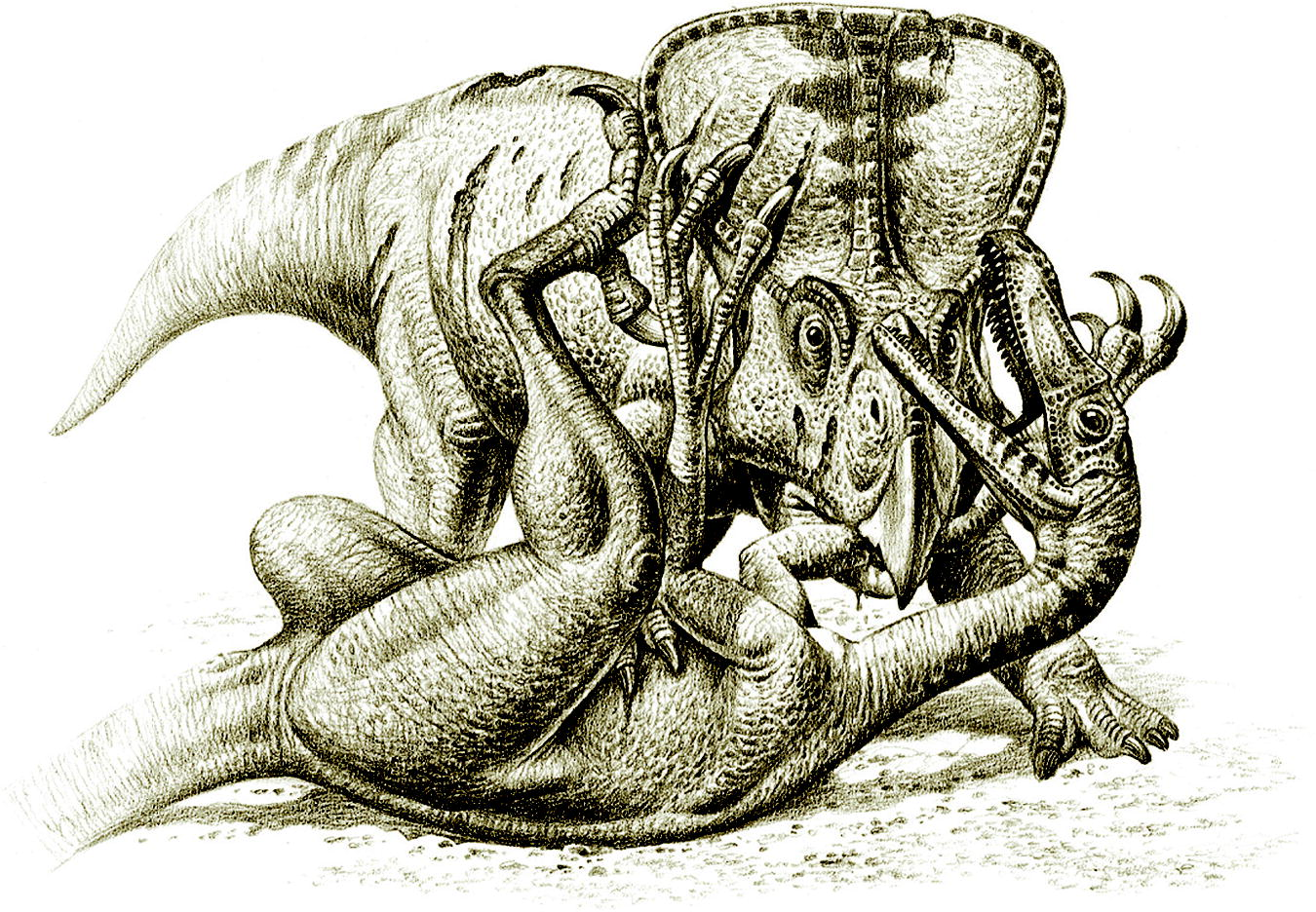
Представление о велоцирапторе (лежит) до открытия оперения
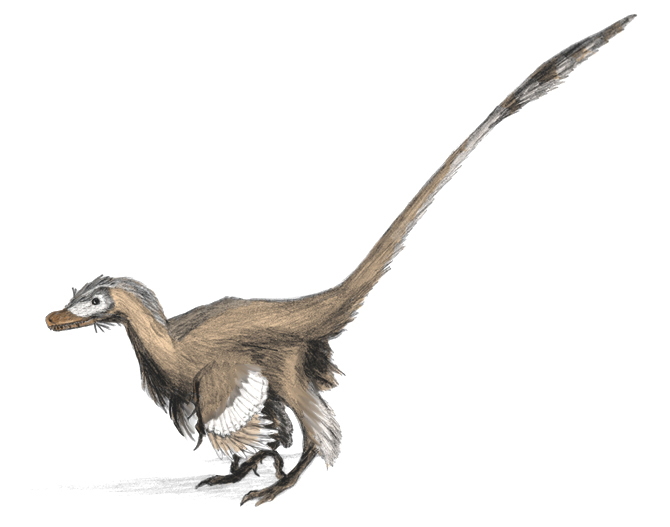
Представление о велоцирапторе после открытия оперения